# T–33 Shooting Star
A Lockheed T–33 Shooting Star az Egyesült Államokban a Lockheed repülőgépgyár által kifejlesztett és gyártott sugárhajtású gyakorló és kiképző repülőgép. 

## Története
A kétüléses kiképző és gyakorló gép kifejlesztését a P–80 (későbbi neve F–80) vadászrepülőgép rossz biztonsági statisztikája kényszerítette a Lockheed cégre (a P–80 alapul szolgált a T–33-hoz). Az első TP–80C egy P–80C átalakításával készült, és 1948. március 22-én repült először. Végül 6750 példányt gyártottak, közülük csaknem kilencszázat Kanadában és Japánban, licenc alapján. Néhány T–33A még napjainkban is szolgálatban áll.
A P–80 program kezdetén a Lockheed figyelembe sem vette az új, sugárhajtóműves vadászgép oktatóváltozatának elkészítésére érkezett számos javaslatot. 1947-ben viszont már bizonyossá vált, hogy a dugattyús-motoros repülőgépekről a sugárhajtóműves vadászgépekre történő átállás nagyon nehéz és a P–80-assal számos baleset történt.
Szükség volt az átmenethez egy sugárhajtóműves gyakorló repülőgéptípusra és a Lockheed a USAF-tól lehetőséget kapott arra, hogy egy P–80C-ből elkészítse a TP–80C prototípusát. A szárnyak előtt és mögött a törzset kiszélesítették, hogy kialakíthassák a hátsó kabinrészt az oktatónak. Mivel ez a belső üzemanyagtartály elhagyását jelentette, a szárnyvégek alatt egy-egy ledobható póttartályt rendszeresítettek, amelyeket végül a szárnyvégekre szerelt póttankok váltottak fel.
A kisebb légierővel bíró országok számára fegyveres exportváltozat készült, amelynél a T-33A szokásos, két darab 12,7 mm-es géppuskából álló fegyverzete a szárnya alatti megerősített pontokra függeszthető 907 kg-nyi fegyverzettel egészült ki. A NATO-erők az ötvenes években Kanadában pilóta-kiképzőközpontot hoztak létre. Az első 20 amerikai gyártású T–33A Silver Star Mk 1-est 656 db Kanadában licenc alapján készülő T–33AN Silver Star Mk 3 követte. Japán is gyártotta. Három dél-amerikai államon és Kanadán kívül a típus repül Dél-Koreában és Iránban.

## Műszaki adatok (T–33A)

### Geometriai méretek és tömegadatok
- Fesztáv: 11,85 m
- Hossz: 11,51 m
- Magasság: 3,55 m
- Szárnyfelület: 21,81 m²
- Üres tömeg: 3794 kg
- Maximális felszálló tömeg: 6832 kg

### Hajtómű
- Hajtóművek száma: 1 db
- Típusa: Allison J–33A–35 gázturbinás sugárhajtómű
- Maximális tolóerő: 24,02 kN

### Repülési jellemzők
- Legnagyobb sebesség: 966 km/h
- Utazósebesség: 732 km/h
- Emelkedőképesség: 24,73 m/s
- Hatótávolság: 1650 km (2050 km szárnyvég-tartályokkal)
- Szolgálati csúcsmagasság: 14 630 m

### Fegyverzet
- 2 darab 12,7 mm-es géppuska